# Gloria Marcó
Gloria Marcó (Buenos Aires, 8 de septiembre de 1952) es una cancionista, letrista y poetisa argentina de tango.

## Biografía
Nació en el barrio de Belgrano (Buenos Aires).
Es hija del cantante, letrista y compositor de tangos Héctor Marcó (1906-1987) y de Susana Lidya Orlandini, quienes tuvieron dos hijos. Su hermano se llama Héctor Rodolfo ''Rudy'' Marcolongo (de Ramos Mejía), y es guitarrista de rock, de las bandas La Murga del Rock and Roll, La Blues Banda y Dulces 16.
Tuvo también otra hermana, Ana María Marcó (1942 - 19 de octubre de 2011), reconocida cantante soprano de ópera.
Estudió técnica vocal con Virgilio Expósito (1924-1997), Susana Naidich (1932-), Cristina Becker Hoffmann y Juan Manuel Miró.

### Tangos
Ha escrito la música y la letra de los tangos
Nací poeta,
Mariposa perdida,
Fantasía,
El escapulario,
Autopista,
Alegría (1999), etc.
Ha escrito la letra del Tango a Federico García Lorca,
En diciembre de 1996 publicó en Buenos Aires el libro de poemas Tangos del 2000.
En 1998 presentó en Buenos Aires su unipersonal La voz de la mujer, donde trabajó como cantante y actriz.
Ese mismo año viajó a presentarlo en Francia, convocada por el Instituto Finlandés de París.
En 1999 presentó el espectáculo La Supermina.
Ha actuado en Buenos Aires, en algunas ciudades del interior de Argentina, y en París (Francia), Londres (Reino Unido) y Atenas (Grecia).

Yo vengo de otro planeta
adonde el alma se cotiza mucho más,
adonde la hipocresía no es el pan de cada día
ni es el precio del poder
Gloria Marcó

Vive y trabaja entre París y Buenos Aires.